# Cristo na Cruz (Rubens)
Cristo na Cruz, é uma pintura de 1620 da Crucificação de Jesus por Peter Paul Rubens, originalmente destinada ao Convento dos Frades Menores. Está agora no Museu Real de Belas Artes de Antuérpia.